# Sometimes (Erasure-Lied)
Sometimes ist ein Lied des britischen Synthiepop-Duos Erasure aus dem Jahr 1986.

## Hintergrund
Geschrieben und komponiert von Andy Bell und Vince Clarke zeigt Sometimes den typischen Erasure-Sound – eine schnelle, tanzbare Melodie, akzentuiert durch Clarkes Analog-Synthesizer und Bells Gesang über das Verliebtsein.
Das Musikvideo zeigt die Band auf dem Dach eines Gebäudes, auf dem Clarke eine Akustikgitarre spielt und Bell singt, während sie sich tanzend durch weiße Decken, die an Wäscheleinen hängen, schlängeln.

## Rezeption

### Charts und Chartplatzierungen
| ChartsChartplatzierungen             | Höchstplatzierung | Wochen |
| ------------------------------------ | ----------------- | ------ |
| Deutschland (GfK)                    | 2 (17 Wo.)        | 17     |
| Österreich (Ö3)                      | 10 (8 Wo.)        | 8      |
| Schweiz (IFPI)                       | 3 (13 Wo.)        | 13     |
| Vereinigtes Königreich (OCC)         | 2 (21 Wo.)        | 21     |
| Vereinigte Staaten (Billboard Dance) | 4 (9 Wo.)         | 9      |

| ChartsJahrescharts (1986)    | Platzierung |
| ---------------------------- | ----------- |
| Vereinigtes Königreich (OCC) | 42          |

| ChartsJahrescharts (1987) | Platzierung |
| ------------------------- | ----------- |
| Deutschland (GfK)         | 27          |
| Schweiz (IFPI)            | 28          |

### Auszeichnungen für Musikverkäufe
| Land/Region                  | Auszeichnungen für Musikverkäufe (Land/Region, Auszeichnung, Verkäufe) | Verkäufe |
| ---------------------------- | ---------------------------------------------------------------------- | -------- |
| Vereinigtes Königreich (BPI) | Silber                                                                 | 250.000  |
| Insgesamt                    | 1× Silber ·                                                            | 250.000  |

## Coverversionen (Auswahl)
Coverversionen dieses Liedes existieren von Drop the Bomb (innerhalb eines Megamixes, 1990), Condition Icon (1998), Dressed in White (1999) und And One (Liveversion, 2009).